# Leonardo Garet
Leonardo Garet (Salto, Uruguay, 12 de noviembre de 1949) es un escritor y profesor uruguayo, integrante de la Academia Nacional de Letras del Uruguay.

## Biografía
Docente de Educación Secundaria desde 1972 a 2008, de los liceos privados Colegio y Liceo Carlos Vaz Ferreira y Colegio y Liceo Nuestra Señora del Carmen de Salto; así como Profesor del Instituto de Estudios Superiores y del Instituto de Filosofía Ciencias y Letras de Montevideo. Poeta, Narrador, Crítico Literario y Gestor Cultural. Es autor de varios libros publicados en Uruguay y el extranjero. Es Académico Correspondiente de la Academia Nacional de Letras del Uruguay desde 2008.

## Obra

### Poesía
- Pentalogía (Montevideo, Ed. de autor, 1972)
- Primer escenario (Caracas, Venezuela, Árbol de fuego, 1975)
- Máquina final (Montevideo, Ed. de la Balanza, l978)
- Pájaros extranjeros (Montevideo, Destabanda, 1988)
- Palabra sobre palabra (Montevideo, Casa de Nuna y Editores Asociados, l991)
- Octubre (Montevideo, Ediciones de la Banda Oriental, 1994)
- Cantos y desencantos (Montevideo, Aldebarán, 2000)
- Saída de página (edición bilingüe español-portugués, Sant’ Anna do Livramento (Brasil), Ed. de MZ Thomas y Grupo Literario de Artigas, 2001)
- Wörter uber Wörter, Palabra sobre palabra (antología. edición bilingüe del Instituto Cultural uruguayo-alemán, 2002)
- Bares en lluvia (con César Rodríguez Musmanno, Salto, Ediciones del Mercado, 2003)
- Vela de armas (Córdoba, R. Argentina, Ediciones Alción, 2004)
- La sencilla espiral de los sucesos (Montevideo, Ediciones de Hermes Criollo, 2005)
- El ojo en la piedra (Córdoba, R. Argentina, Ediciones Alción, 2009)

### Narrativa
- Los hombres del agua (Montevideo, Destabanda, 1988)
- Los hombres del juego (Montevideo, Ediciones de la Banda Oriental, l993)
- La casita del juglar (Montevideo, Ediciones de la Banda Oriental, l996)
- Los días de Rogelio (Montevideo, Ed. Fin de Siglo, 1998)
- Las hojas de par en par (Montevideo, Ediciones de la Plaza, 1998)
- Anabákorosos (Montevideo, Fin de Siglo, 1999)
- 80 Noches y un sueño (Montevideo, Ediciones Linardi y Risso, 2004)
- El libro de los suicidas (Montevideo, Ediciones Cruz del Sur, 2005)

### Ensayos, crítica
- Cervantes (Montevideo, ed. Librería Técnica, l976)
- Carlos Sabat Ercasty (Montevideo, ed. Kappa, 1983)
- Literatura de Salto (Antología y panorama crítico, Salto, Intendencia Municipal de Salto, l990)
- La pasión creadora de Enrique Amorim (Montevideo, Editores Asociados y Casa de Nuna,1990)
- Vicente Aleixandre (Montevideo, Editores Asociados y Casa de Nuna, 1991)
- Viaje por la novela picaresca (Montevideo, Editores Asociados y Casa de Nuna, 1991)
- Vicente Huidobro (Montevideo, Editores Asociados, 1994)
- Encuentro con Quiroga (Montevideo, Academia Uruguaya de Letras y Editores Asociados, 1994)
- Horacio Quiroga por uruguayos (–Compilador-, Montevideo, Academia Uruguaya de Letras y Editores Asociados, 1995)
- Edición, prólogo y notas de Cuentos completos de Horacio Quiroga (Montevideo, Ediciones Cruz del Sur y Ediciones de la Banda Oriental, 2002)
- Literatura de Artigas (antología y panorama crítico, Grupo literario de Artigas, 2002)
- El milagro incesante (Vida y Obra de Marosa di Giorgio, Montevideo, Aldebarán, 2006)
- Poesía del litoral (Salto, Ediciones Aldebarán y Un solo litoral, Salto, 2007)
- Colección Escritores Salteños (XX tomos. Intendencia Municipal de Salto y Centro Comercial de Salto. Finalizó en 2010).

### Traducciones
Cuentos y poemas suyos han sido traducidos del español al inglés, francés, portugués, alemán, italiano, holandés, persa, hindi, bengalí, ruso, chino, guaraní y noruego.

### Antologías
- Cuentos por Uruguayos (de Walter Rela,  Montevideo, ed. Graffiti, 1994)
- Poesía Uruguaya del siglo XX (de Walter Rela, Montevideo, ed. Alfar, 1995)
- Cuentos fantásticos del Uruguay (Antología de Sylvia Lago, Laura Fumagalli y Hebert Benítez, Montevideo, ed. Colihue Sepé, 1999)
- Antología de poesía Latinoamericana, bilingüe español-chino (Pekín, ed. del Grupo Latinoamericano y del Caribe de Beijing y Editorial de Investigación y Estudio de Idioma extranjeros de la República Popular China,  1994)
- Narradores y Poetas Contemporáneos (antología de Ricardo Pallares, Montevideo, Academia Nacional de Letras y Ed. Aldebarán, 2000)
- El cuento uruguayo (antología de Lauro Maruada y Jorge Morón, Montevideo, Ediciones La Gotera, 2002)
- Nada es igual después de la poesía (de Gerardo Ciancio, Montevideo, Ministerio de Educación y Cultura, 2005)
- La Fraternidad de la Palabra (Incluye textos de los hasta entonces ganadores del Premio «Fraternidad»; B'nai B'rith, 2005)
- Muestra de poesía uruguaya (de Ricardo Pallares y Jorge Arbeleche, Academia Nacional de Letras, 2009)
- Primer Congreso de poetas iraníes y del mundo (Teherán, 2009)
- Antología de la Narrativa Latinoamericana de Todos los Tiempos (en farsi, Teherán, 2010. Incluye textos de Jorge Luis Borges, Adolfo Bioy Casares, Gabriel García Márquez, Roberto Arlt, Mario Vargas Llosa, Julio Cortázar, Horacio Quiroga, Juan Carlos Onetti y Leonardo Garet entre otros autores.)
- Panorama de la narrativa fantástica uruguaya (de Lauro Marauda, Montevideo, Rumbo editorial, 2010)

## Distinciones
- 1978, Primer Premio Nacional de Literatura (ensayo) por Obra de Horacio Quiroga.
- 2002, Primer Premio Nacional de Literatura (poesía) por Saída de Página.
- 2002, Premio Fraternidad a la trayectoria literaria B'nai B'rith Uruguay.
- 2002, Homenaje de la Junta Departamental de Salto por su aporte a la Cultura.
- 2005, Premio Julio Sosa a la Cultura Nacional, Intendencia Municipal de Canelones.